# Hydroglyphus noteroides
Hydroglyphus noteroides är en skalbaggsart som först beskrevs av Régimbart 1883.  Hydroglyphus noteroides ingår i släktet Hydroglyphus och familjen dykare. Inga underarter finns listade i Catalogue of Life.